# 앵무조개류
앵무조개류(鸚鵡-類)는 앵무조개아강(Nautiloidea)에 속하는 크고 다양한 해양 두족류 연체동물 무리이다. 캄브리아기 후기에 출현하였으며, 살아있는 화석종으로 불리는 앵무조개를 포함하고 있다. 고생대 초기에 번생했고, 주로 육식성 동물이며 아주 다양한 모양의 조개 형태로 발달했다. 약 2,500여 종의 화석 앵무조개류가 알려져 있지만, 현재는 극히 일부 종만이 살아남아 있다.

## 분류
- 앵무조개아강(Nautiloidea)
  - Palcephalopoda
    - † Plectronocerida
    - † Ellesmerocerida
    - † Actinocerida
    - † Pseudorthocerida
    - † Ascocerida
    - † Endocerida
    - † Tarphycerida
    - † Oncocerida
    - † Discosorida
    - 앵무조개목(Nautilida)

  - Neocephalopoda 일부
    - † Orthocerida
    - † Lituitida
    - † Bactritida

## 참고 문헌
- Doguzhaeva, Larisa. (1994) An Early Cretaceous orthocerid cephalopod from north-western Caucasus. Palaeontology 37(4): 889-899.
- Engeser, T., (1997-1998) The Palcephalopoda/Neocephalopoda Hypothesis
- Teichert, C. (1988) "Main Features of Cephalopod Evolution", in The Mollusca vol.12, Paleontology and Neontology of Cephalopods, ed. by M.R. Clarke & E.R. Trueman, Academic Press, Harcourt Brace Jovanovich,

## 같이 보기
- 암모나이트